# 瑟亚乌什·卡斯拉伊
瑟亚乌什·卡斯拉伊（波斯語：‎，1927年2月25日—1996年2月8日）是一位伊朗左翼诗人、文学评论家与作家。他自1957年发布第一部诗歌作品以来笔耕不辍。伊朗伊斯兰革命后，他因支持伊朗人民党于1983年流亡海外，此后淡出政治。1996年，他在奥地利维也纳进行过一次心脏手术的数日后病逝。他在作品中用现代诗歌语言重新演绎了波斯民间故事与英雄史诗，于伊朗现代文学中具有重要地位。

## 生平
瑟亚乌什·卡斯拉伊1927年生于伊斯法罕一个文学氛围浓厚的公务员家庭，童年时随家人迁往德黑兰，随后在阿拉伯学校接受初等教育。中学时期先后入学军事学院 （‎）和帝都工学馆，1950年在德黑兰大学法学系毕业并在军校服完兵役。之后几年里，他志愿参与了杜鲁门第四点计划下设立的伊朗健康合作机构（英語：the Iranian Health Cooperation Agency）的工作，并主办了机构下属的两份期刊杂志《里海公共卫生》（‎）和《生活与健康》（‎）。从50年代中期开始，他开始了公务员生涯，在政府管理城建和住房的部门供职，先后任职于伊朗住房银行（英語：the Iranian Bank of Housing）、住房办事处以及城市与住房部（英語：the Ministry of Housing and Urbanization）。1972年左右，他因政治压力被迫离职，转而为贝赫沙赫尔工业集团（英語：Behshahr Industrial Group）担当首席书记员（chief copywriter），并兼职在德黑兰和扎黑丹的大学间讲授文学。
卡斯拉伊在中学时代活跃于一个民族主义青年社团，其中成员包括达日乌什·弗洛哈和穆赫辛·裴泽施普尔，并在1948年加入了伊朗人民党，1953年摩萨台因政变下台后他曾短暂入狱。他也是伊朗作家协会（英語：the Iranian Writers’ Association）的创始成员之一，同时在协会存续的首四年中（1968-1971）被选举为协会理事。在1977年，他参与了歌德学院在德黑兰主办的为期数天的晚间读诗活动，这场活动聚集了前伊朗伊斯兰革命时代的诸多持不同政见者。伊朗伊斯兰革命爆发后，随着政治局势的定型，对人民党及其同情者的镇压迫使卡斯拉伊在1983年流亡海外，他先前往喀布尔暂居至1987年，之后又辗转至莫斯科，最终在1995年迁往维也纳，投奔他在当地的亲人，并在此逝世。

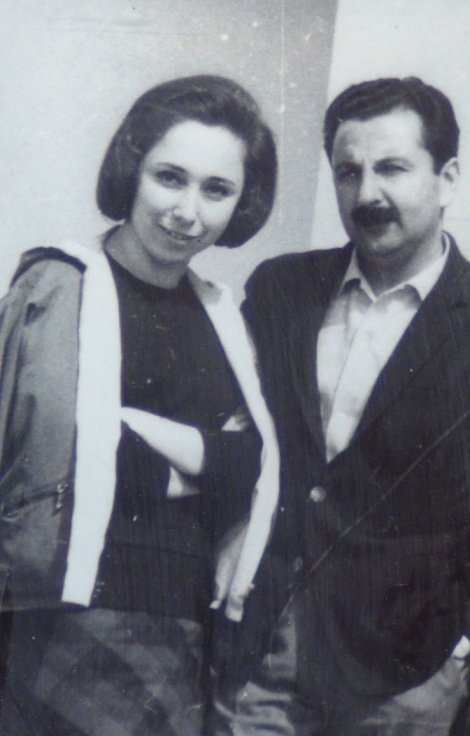
卡斯拉伊与他的妻子玛丽·诺扎莉（Mehri Nozari），1970年

1986年，他在海外活动的人民党组织选举中获选为政治部委员，2年后辞职，并在1990年起卸下所有政治职务。1995年，他的最后一部著作《莫什耶·佐客》（Mohra-ye sorḵ）出版，这首长诗以其沉郁的基调流露出他个人对自己几乎投入自己一生的未达理想的哀悼与失望，以及感时伤势的故国惆怅。
卡斯拉伊经常参与社交活动，根据他身边人的印象，他性格合群，有着很好的人脉，且本人十分注重私人的友谊与团体的团结。他和许多文化名人有着私交，有诸如伊拉·阿弗沙、阿迈哲扎·阿马蒂、H.E·萨耶、M.E·巴斤、芙娄·法罗扎德、莫特扎·凯凡、纳德尔·纳德普尔、沙汗·迈斯克布、费雷敦·莫什利、巴耶姆·优尼斯，以及尼码·尤希吉等人。在家或办公室举办的开放私人沙龙对1960-1980这段时间的卡斯拉伊来说几乎是必需的日常。
1996年2月初，卡斯拉伊在接受一场心脏手术的几天后，于8日离世，享年68岁。他被安葬在维也纳中央公墓。

## 著作

阅读中的瑟亚乌什·卡斯拉伊

卡斯拉伊的作品最初是以下列的分集形式发表或出版的（其中2002是整编合集，既有先前发表过的也有未发表的遗作，而2003则均为未发表遗作）
- 1947 《来自冬日，落于村庄》 （Baʿd az zemestān dar ābādi-e mā） 德黑兰
- 1957 《声》 （Āvā） 德黑兰
- 1959 《神射手阿拉什》 （Āraš-e kamāngir） 德黑兰 这部作品写的是冬日木屋中的新年老人为孩子们讲古波斯大英雄阿拉什的故事
- 1962 《瑟亚乌什的血脉》 （Ḵun-e Siyāvaš） 德黑兰
- 1966a 《沉默达马万德》 （Bā Damāvand-e ḵāmuš） 德黑兰
- 1966b 《岩与露》 （Sang o šabnam） 德黑兰
- 1967  《仆人》 （Khanegi） 德黑兰
- 1975  《尼码的花朵开遍全城》 （Chehreye Mardomiye She’re Nima） 扎黑丹大学
- 1976  《向火与烟》 （Be sorḵi-e ātaš be ṭaʿm-e dud） 瑞典（以笔名发表，意为“长夜中的希望”）
- 1978  《彻夜宵禁后的鸡鸣》（Az qoroq tā ḵorusḵᵛān）德黑兰
- 1979  《亚美利加，新大陆》 （America, America） 德黑兰
- 1981  《盛杯》 （Čehel kelid） 德黑兰
- 1983  《利斧余渣》 （Tarāšahā-ye tabar） 喀布尔
- 1984a 《献给大地》 （Hedya-i barā-ye ḵāk） 伦敦
- 1984b 《联结》 （Payvand） 喀布尔
- 1989  《晨空群星》 （Setāregān-e sepida-dam） 伦敦
- 1995  《莫什耶·佐客》 （Mohra-ye sorḵ） 维也纳
- 2002  《在青鸟飞翔的空中：评论、通讯、访谈与故事集》（Dar havā-ye morḡ-e āmin : Naghdha, Gofteguha, va Dastanha） 德黑兰
- 2003  《阳光：圣歌余响》（Havā-ye āftāb: Vapasin Sorudeha）德黑兰

1947是一本童书，此外，卡斯拉伊在早期还写过许多广受好评的儿童文学作品；1975是文学评论；2003a是合集；其余均为诗歌或诗集。卡斯拉伊全集8开本于2005年在德黑兰出版，题为《向阳之声：瑟亚乌什全集》（Az Āvā tā Havā-ye āftāb; Majmuʿa šeʿrhā），波斯语、英语双语选集本2007年于德黑兰出版，题为《向火与烟》。
《神射手阿拉什》使卡斯拉伊初获声名，阿拉什在传说中是曼努黑尔王帐下的勇士，他用注入自己全部生命的一箭射向遥远的边界换来了波斯和邻国之间的和平以及自己惨烈的牺牲。卡斯拉伊的这首长诗首次用史诗体写尤什基式诗歌，从更广义的层面上讲，它也是第一首史诗题材的伊朗新诗。卡斯拉伊将这首诗献给1958年初被处决的左翼活动家坎索罗·路扎贝。

《莫什耶·佐客》可以说是镜像版本的《神射手阿拉什》，这也是一首以新诗语言写就的史诗体诗歌，再演绎了《列王纪》中罗斯坦和索哈卜的悲剧，它讲述了一个关于失落和迷惘的故事。卡斯拉伊在诗歌的序言中写道
善良的人啊，他们的错误都来自于行事的依据是那些源自美好期许的一时冲动，却不会过多地考虑那些积淀已久的知识所指示着的，为什么呢，要夜行着，走到毁灭的边缘。
《莫什耶·佐客》也分别于2011年与2015年两次被改编为舞剧搬上北美舞台，其中2015年版由导演沙汗·亚德格里（Shahrokh Yadegari）执导，是一部融合了菲尔多西的民族史诗《列王纪》的多媒体现代波斯语舞剧，剧名《血石》。

### 中译版
卡斯拉伊的部分诗作（包括《神射手阿拉什》等）被选译进《伊朗现代新诗精选》中，穆宏燕编译，华艺出版社2005年出版 ISBN 9787801426369